# Перес, Джордан
Джордан Перес (13 ноября 1986, Гибралтар) — гибралтарский футболист, бывший вратарь сборной Гибралтара.

## Международная карьера
Дебют Переса за сборную Гибралтара состоялся 19 ноября 2013 года в домашнем матче против Словакии, который закончился ничьей. Это была первая игра сборной Гибралтара после вхождения в УЕФА.

## Личная жизнь
Его отец Мануэль — тренер вратарей сборной Гибралтара. Младший брат Эшли (р. 1989) — футболист, выступает на позиции защитника. В сборную не вызывался.
Перес работает пожарным в городской пожарной команде Гибралтара.